# Північна вулиця (Київ, Оболонський район)
Півні́чна вулиця — вулиця в Оболонському районі міста Києва, житловий масив Оболонь. Пролягає від Оболонського проспекту до проспекту Володимира Івасюка.

## Історія
Вулицю покладено наприкінці 1970-х років під назвою Нова. Сучасна назва — з 1980 року (проходить північною межею житлового масиву Оболонь).
До 1975 року назву Північна мала вулиця Ореста Васкула в Святошинському районі.

## Установи та заклади

### Медичні заклади
- Центральна дитяча поліклініка Оболонського району (буд № 4-а)

### Навчальні заклади
- Дошкільний навчальний заклад № 664 (буд. № 4-г)
- Дошкільний навчальний заклад № 144 (буд. № 42)
- Дошкільний навчальний заклад № (буд. № )
- Середня загальноосвітня школа № 170 (буд. № 8)
- Гімназія-інтернат № 299 (буд. № 20)
- Середня загальноосвітня школа № 245 (буд. № 26)

### Спортивні об'єкти
- Стадіон «Оболонь-Арена» (№ 8)

### Заклади торгівлі
- Супермаркет «Сільпо» (буд. № 6-а)
- Супермаркет «Фора» (буд. № 46)
- Магазин «Аврора» (буд. № 46)